# Mistrovství Evropy v ledním hokeji 1924
9. Mistrovství Evropy v ledním hokeji 1924 se konalo od 14. do 17. března v Miláně v Itálii. Hrálo se odděleně ve stejném roce jako hokejový turnaj na zimní olympiádě (druhé mistrovství světa). Přesto se samostatného mistrovství Evropy zúčastnil do té doby nejvyšší počet mužstev. Šest reprezentačních týmů bylo rozděleno do dvou tříčlenných skupin, z nichž postupovali pouze vítězové do finále. První titul mistra Evropy zde pro sebe získali hokejisté Francie. Československá hokejová reprezentace z finančních důvodů nepřicestovala.

## Průběh
Dvě nejúspěšnější mužstva (hokejisté Švédska a Francie) z minulého mistrovství Evropy byla nasazena do odlišných skupin a svoji suverenitu vcelku spolehlivě potvrdila. Ve skupinách bylo docíleno mnoha výsledků, kdy jeden ze soupeřů nedokázal vstřelit žádný gól. Nejhůře dopadli nováčci mistrovství Evropy (domácí Itálie a hokejisté Španělska). Druzí jmenovaní dokonce po úvodním debaklu již ke druhému zápasu ani nenastoupili. Švýcarské mužstvo se díky Španělům dočkalo při svém pátém startu na mistrovství Evropy konečně první výhry po dvanácti prohrách. Ve finále Francie oplatila Švédsku těsnou porážku z předchozího mistrovství Evropy.

## Výsledky a tabulky

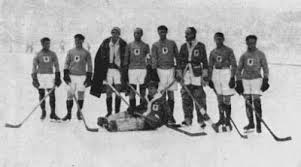
Francouzské hokejové mužstvo v roce 1924.

### Skupina A
|    |           | SWE  | SUI  | ESP  | V | R | P | Skóre | B |
| 1. | Švédsko   | ***  | 6:2  | scr. | 2 | 0 | 0 | 6:2   | 4 |
| 2. | Švýcarsko | 2:6  | ***  | 12:0 | 1 | 0 | 1 | 14:6  | 2 |
| 3. | Španělsko | scr. | 0:12 | ***  | 0 | 0 | 2 | 0:12  | 0 |

- Španělsko soutěž nedohrálo.

 Švýcarsko –  Španělsko	12:0 (7:0, 5:0)
14. března 1924 – Milán (Palazzo del Ghiaccio)

Branky Švýcarska: 
1. poločas - Giuseppe Penchi, Zacharias Andreossi, Walter von Siebenthal, Albert Geromini, Murezzan Andreossi 2, Giuseppe Penchi, Walter von Siebenthal
2. poločas - Louis Dufour, Albert Geromini, Louis Dufour, Albert Geromini 2, Giuseppe Penchi, Louis Dufour 2, Albert Geromini

Rozhodčí: Birger Holmqvist (SWE)
Švýcarsko: Charles Fasel - Albert Geromini, Murezzan Andreossi, Walter von Siebenthal, Giuseppe Penchi, Zacharias Andreossi, Louis Dufour, Heinrich Meng
Španělsko: Pedro Rivas - Juan Arche, Ricardo Arche, Ángel Arche, Edgar Neville, Fernando Muguiro

 Švédsko –  Švýcarsko	6:2 (3:0, 3:2)
15. března 1924 – Milán (Palazzo del Ghiaccio)

Branky Švédska: 1:0 Birger Holmquist, 2:0 Birger Holmquist, 3:0 Gunnar Galin, 4:0 Gunnar Galin, 4:1 Meng, 5:1 Torsten Lundborg, 6:2 Torsten Lundborg.

Branky Švýcarska: 4:1 Heinrich Meng, 5:2 Jean Unger.

Rozhodčí: Robert George (FRA)
Švédsko:  Einar Olsson - Gustaf Johansson, Birger Holmqvist, Torsten Lundborg, Gunnar Galin, Georg Johansson-Brandius. 

Náhradníci: Ragnar Tidqvist, Einar Lundell.
Švýcarsko: Charles Fasel - Albert Geromini, Murezzan Andreossi, Walter von Siebenthal, Giuseppe Penchi, Louis Dufour, Jean Unger, Heinrich Meng 

 Švédsko –  Španělsko
16. března 1924 – Milán (Palazzo del Ghiaccio)
- Zápas se neodehrál, pro mnoho zraněných hráčů Španělska.

### Skupina B
|    |         | FRA  | BEL | ITA  | V | R | P | Skóre | B |
| 1. | Francie | ***  | 3:0 | 12:0 | 2 | 0 | 0 | 15:0  | 4 |
| 2. | Belgie  | 0:3  | *** | 4:0  | 1 | 0 | 1 | 4:3   | 2 |
| 3. | Itálie  | 0:12 | 0:4 | ***  | 0 | 0 | 2 | 0:16  | 0 |

 Itálie -  Francie 0:12 (0:7, 0:5)
14. března 1924 – Milán (Palazzo del Ghiaccio)

Branky Francie: Alfred de Rauch 5, Albert Hassler 5, Léonhard Quaglia, Pierre Charpentier.

Rozhodčí: André Poplimont (BEL)

 Itálie -  Belgie 0:4 (0:3, 0:1)
15. března 1924 – Milán (Palazzo del Ghiaccio)

Branky Belgie: 0:1 Charles van den Driessche, 0:2 Charles van den Driessche, 0:3 André Poplimont, 0:4 Wilhelm Kreitz 

Rozhodčí: Robert George (FRA)

 Francie –  Belgie	3:0 (2:0, 1:0)
16. března 1924 – Milán (Palazzo del Ghiaccio)

Branky Francie: 1:0 Léonhard Quaglia, 2:0 Alfred de Rauch, 3:0 Albert Hassler

Rozhodčí: Walter von Siebenthal (SUI)
Francie: Robert George - André Charlet, Pierre Charpentier, Albert Hassler, Léonhard Quaglia, Alfred de Rauch, Jean-Joseph Monnard, Raoul Couvert.
Belgie: Hector Chotteau - Francois Franck, Louis de Ridder, Wilhelm Kreitz, Charles Mulder, André Poplimont, Charles van den Driessche.

### Finále
Francie –  Švédsko	2:1 (2:0, 0:1)
17. března 1924 – Milán (Palazzo del Ghiaccio)

Branky: 3. Alfred de Rauch (Albert Hassler), 18. Léonhard Quaglia (Alfred de Rauch) – 28. Gunnar Galin. 	

Rozhodčí: Walter von Siebenthal (SUI)
Francie: Robert George - André Charlet, Pierre Charpentier, Albert Hassler, Léonhard Quaglia, Alfred de Rauch, Jean-Joseph Monnard, Raoul Couvert.
Švédsko: Einar Olsson - Gustaf Johansson, Birger Holmqvist, Einar Lundell, Gunnar Galin, Georg Johansson-Brandius. 

Náhradníci: Ragnar Tidqvist, Torsten Lundborg.
- O třetí místo se nehrálo; bronzovou medaili získalo Švýcarsko a Belgie.

## Soupisky
1.  Francie

Brankář: Robert George.

Obránci: Alfred de Rauch (hrající trenér), Pierre Charpentier, André Charlet.

Útočníci: Hubert Grunwald, Jean-Joseph Monnard, Raoul Couvert, Albert Hassler, Léonhard Quaglia.
2.  Švédsko

Brankář: Einar Olsson, (Carl Josefsson nenastoupil).

Obránci: Georg Johansson-Brandius, Einar Lundell.

Útočníci: Gustaf Johansson, Birger Holmqvist, Gunnar Galin, Ragnar Tidqvist, Torsten Lundborg.
3.  Belgie

Brankář: Hector Chotteau.

Obránci: Francois Franck, Louis de Ridder.

Útočníci: Wilhelm Kreitz, Charles Mulder, André Poplimont, Charles van den Driessche.
3.  Švýcarsko

Brankář: Charles Fasel.

Obránci: Albert Geromini, Murezzan Andreossi, Walter von Siebenthal.

Útočníci: Zacharias Andreossi, Louis Dufour, Arnold Gartmann, Heinrich Meng, Peter Müller, Jean Unger, Giuseppe Penchi.
5.  Itálie

Brankář: Tulio Gattino.

Obránci: Emilio Botturi, Ambrosio Gobbi.

Útočníci: Luigi Mazza, Pio Mazza, Guido Mazza, Reto Trippi, Tancredi Fassini.
5.  Španělsko

Brankář: Pedro Rivas.

Obránci: Juan Arche, Ricardo Arche.

Útočníci: Edgar Neville, Angel Arche, Fernando Merguiro, Baltasar Hidalgo.